# Douglas County, South Dakota
Douglas County är ett administrativt område i delstaten South Dakota, USA, med 3 002 invånare. Den administrativa huvudorten (county seat) är Armour. 

## Geografi
Enligt United States Census Bureau har countyt en total area på 1 124 km². 1 123 km² av den arean är land och 1 km² är vatten. 

### Angränsande countyn
- Aurora County, South Dakota - nord
- Davison County, South Dakota - nordost
- Hutchinson County, South Dakota - öst
- Charles Mix County, South Dakota - sydväst